# 陶貨
陶貨（とうか）は、陶製の貨幣。陶貨幣、陶製貨幣とも呼ばれる。

## 日本における陶貨
日本では、第二次世界大戦（太平洋戦争）末期の1945年（昭和20年）に陶貨を製造したものの、結果的に発行には至らなかったため、試鋳貨幣に留まった。

### 背景と経緯
日中戦争の影響により軍需資材としての金属需要が増加したことから1938年（昭和13年）6月1日に臨時通貨法が制定され、貨幣法で規定された貨幣以外の臨時補助貨幣を制定・改廃することができるようになったほか、素材・品位・量目・形式は勅令をもって定めることとされた。これにより、政府は帝国議会による貨幣法の改正を経ることなく、政府の裁量によって通貨の発行を決めることができるようになった。
臨時通貨法に基づき、銀・銅・ニッケルなどの軍需利用される金属の貨幣は回収され、代用の貨幣として黄銅貨幣、アルミニウム青銅貨幣、アルミニウム貨幣、錫貨幣などが順次製造・発行された。しかしながら、戦局の更なる悪化に伴いこれらの代用貨幣の素材すらも金属類回収令により軍需転用が行われるようになったうえ、制海権の喪失により輸入による補給も途絶したため、貨幣用材料の確保が困難となった。ついには金属製貨幣（硬貨）の製造継続が難しくなったことから、1944年（昭和19年）12月に陶製貨幣の製造が計画された。
金属製貨幣の代用品として陶製の貨幣が選定された理由としては、原料の陶土が日本国内に豊富に存在していて、戦時中のあらゆる物資が欠乏した状況下でも安価に供給できること、鋳潰される心配が無いこと、耐蝕性と耐摩耗性に優れており摩滅し難いことが評価されたためである。一方で、落下や衝撃による破損の可能性の面では金属製貨幣よりも劣るものの、試作した陶貨で破壊試験を実施し一定の成績を上げたことから採用されるに至った。
製造については、第一次世界大戦期のドイツで製造されたものをモデルとして企画されたが、金属製貨幣の製造設備しか有さない造幣局では、陶製貨幣の製造は不可能だった。そのため、極印製作と管理業務を除く大部分の製造業務が民間委託で行われることとなり、1945年（昭和20年）4月には陶貨の製造地として、陶磁器の生産地であった京都市、愛知県瀬戸市、佐賀県有田町が選定され、委託を受けた各地の民間事業者が大量生産に向けた試作品を製造した。同年7月には工業化に成功して1500万枚を製造したが、発行するには十分な量と言えないことから必要な枚数が揃うまで発行は見合わせられ、そのまま同年8月15日に終戦を迎えたため発行計画は中止となり、製造済の陶貨は破砕・廃棄された。
2024年（令和6年）、京都市東山区にある当時の製造会社の倉庫から約50万枚の一銭陶貨が発見されたと、造幣局が発表した。

### 製造方法
金属製貨幣は、圧延した金属板を貨幣の形状に打ち抜き、そこに極印を高圧で打ち込んで図柄を転写することで鋳造されるが、それとは異なり陶製貨幣の場合は、まず粉砕処理した原料を調合して顆粒状の原土を作成し、極印で図柄を打ち固めて貨幣の形状に成形した後に、これをトンネル窯にて焼成することで製造された。当時の状況から、一定品質の陶貨を大量かつ迅速に生産する必要があったものの、陶貨の成形を行うための適当な製造機械が存在しなかったため、製薬会社が錠剤の製造に使用していた成形機を借用し陶貨製造用に改造することで対応した。

### 様式
陶貨は素材が陶土であるため、金属製貨幣のような精緻な意匠を載せることは困難であり、貨幣として最低限必要な機能は維持しつつも、なるべく簡単かつ単純な図案が選定された。従来日本で発行されていた貨幣の図案は、基本的にほぼ左右対称形の配置となっていたが、これを破って左右非対称の配置とすることで、単純な図案でありながらも変化を持たせるといった工夫を凝らしている。
寸法は従来の金属製貨幣と同等の大きさとされたが、落下等の衝撃による破損防止を目的に、金属製貨幣よりもやや厚みを持たせている。

### 一覧
|          | 試鋳年              | 製造地                                 | 製造会社                 | 品位                                          | 直径   | 製造計画枚数 | 図柄                                                     |
| -------- | ------------------- | -------------------------------------- | ------------------------ | --------------------------------------------- | ------ | ------------ | -------------------------------------------------------- |
| 十銭陶貨 | 1945年 （昭和20年） | 京都府京都市                           | 松風工業株式会社         | 長石10 - 15% 砥の粉85 - 90%                   | 21.9mm | 5億枚        | 表: 菊紋と稲穂に「十銭」 裏: 桐紋に「大日本 昭和二十年」 |
| 五銭陶貨 | 1945年 （昭和20年） | 愛知県瀬戸市                           | 瀬戸輸出陶器株式会社     | 大学粘土90% 褐鉄鉱10%                         | 18mm   | 5億枚        | 表: 菊紋と桜花に「五銭」 裏: 橘紋に「大日本 昭和二十年」 |
| 一銭陶貨 | 1945年 （昭和20年） | 佐賀県有田町 京都府京都市 愛知県瀬戸市 | 協和新興陶器有限会社ほか | 三間坂粘土60% 泉山石15% 赤目粘土15% その他10% | 15mm   | 7億枚        | 表: 富士山に「壹」 裏: 桜花に「大日本」                  |

### 展示
以下、展示がされている、またはされていたことが確認できる場所を示す。
- 沖縄県平和祈念資料館（沖縄県） - 2021年（令和3年）10月8日 - 12月19日の間実施した企画展において、昭和初期から終戦までの間使用された紙幣や硬貨と共に、一銭陶貨2枚の現物が展示されていた。また、同企画展ポスターにも掲載されていたことが確認できる [14]。
- 貨幣博物館（東京都） - 2019年（令和元年）現在、常設展示場において、一銭、五銭、十銭の陶貨の現物が展示されている。また、タイで小銭として使用されていたとされる陶銭（後述）も展示されている。
- 造幣博物館（大阪府）[15]
- 有田町歴史民俗資料館（佐賀県）[16]
- 多治見市文化財保護センター（岐阜県）

また、愛知県で2005年（平成17年）に行われた愛・地球博に関連する事業であるEXPOエコマネー事業においては、EXPOエコマネーポイントの交換品としてリサイクル陶磁器を利用した陶貨の復刻品を受け取ることができたが、ポイント発行は2017年（平成29年）3月31日、交換は同年9月24日に終了している。

### 関連情報

#### 舞台
文学座『一銭陶貨〜七億分の一の奇跡〜』
文学座による舞台。瀬戸において陶芸を営む家族が1銭陶貨の製造を依頼されるという、陶貨を題材にしたストーリーである。
作家の佃典彦は、NHK名古屋放送局からドラマのシナリオ企画依頼があった際、担当ディレクターから題材として一銭陶貨の話を聞き感銘を受けたが、この企画が編成上の都合によりお蔵入りとなったため、文学座からのオファーに際しこの題材をプロットとして書き上げたと述べている。
- 公演期間：2019年（令和元年）10月18日 - 10月27日
- 場所：紀伊國屋サザンシアター TAKASHIMAYA
- 作：佃典彦
- 演出：松本祐子
- 出演：鵜澤秀行、中村彰男、高橋ひろし、亀田佳明、奥田一平、奥山美代子、吉野実紗、平体まひろ

## 日本国外における陶貨等
- 磁器通貨（英語版）
  - ドイツが第一次世界大戦後のハイパーインフレーションを起こした時期に地域政府が発行したノートゲルト（地域通貨）の一種に、陶製のものが存在する。マイセン磁器製造所により製造された。
  - 1760年 – 1875年のタイ王国で陶製の元カジノチップ（英語版）（中国語：暹羅陶瓷代幣）が通貨として流通した。マレーシアの華人の間でゲームチップとして使用されていたものが通貨として使用された。それらに対する偽造も行われ、たびたび改定されることとなった。
- 第二次世界大戦末期の貨幣用材料の不足により、旧満洲国において金属製貨幣の代用として軽焼マグネシア（マグネサイトを焼成した酸化マグネシウム）を原料とする五分マグネ貨及び一分マグネ貨が1945年に発行された。
- 2018年には、トリスタンダクーニャからウェッジウッド製のジャスパーウェアで作られた5ポンド貨が3000枚限定で発行された。記念貨幣としての陶貨の発行はこれが世界初とされる[20]。